# Joseba Intxausti
Joseba Intxausti Rekondo, connu sous le surnom de Iturriotz´tar Iñaki, né en 1936 à Segura et mort le 18 août 2023,, est un écrivain basque espagnol de langues basque et espagnole.

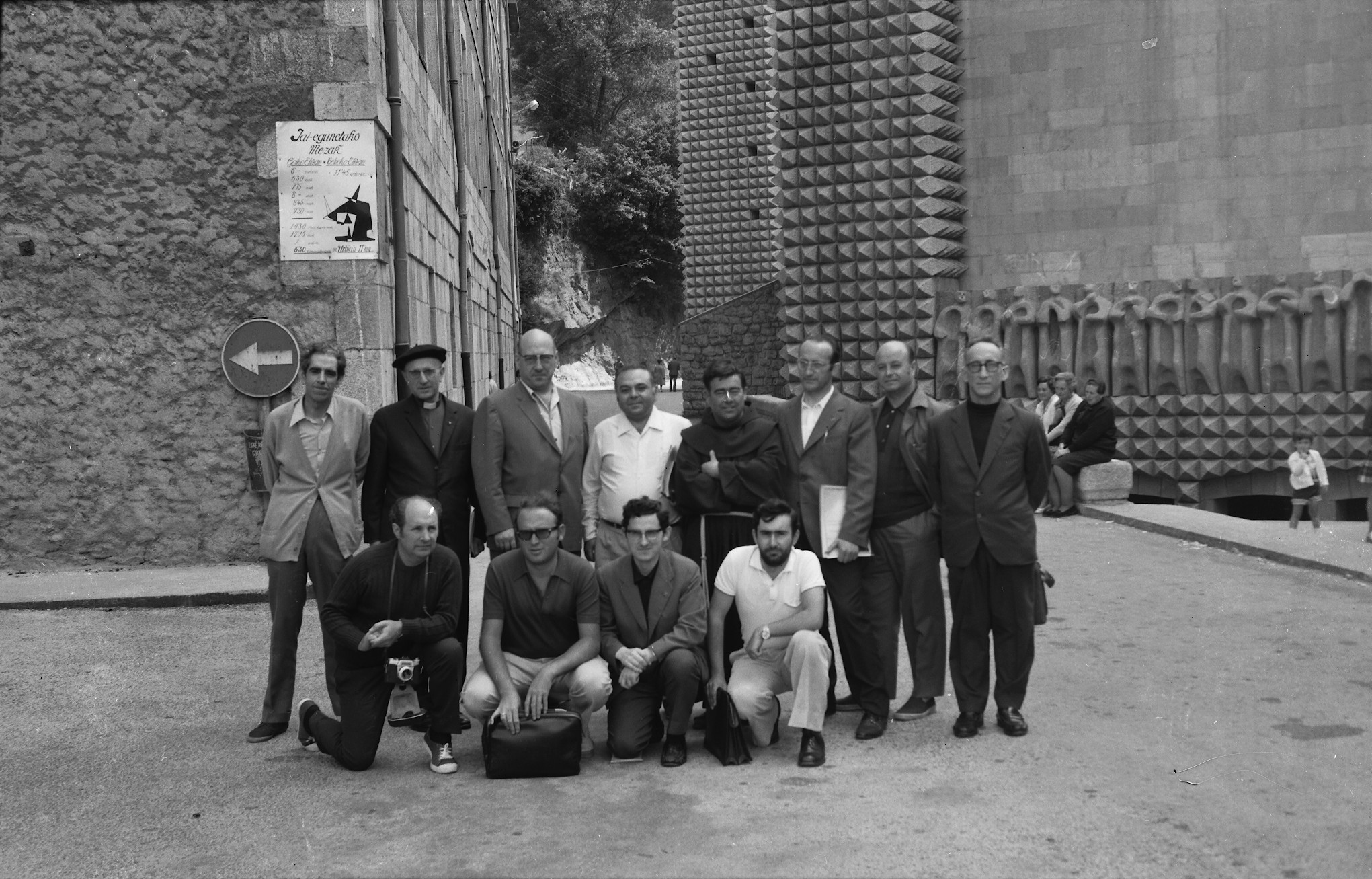
Des membres de l'Euskaltzaindia réunis au sanctuaire d'Arantzazu en 1972.
Haut de gauche à droite : Koldo Mitxelena, Iratzeder, Jean Haritschelhar, Alfonso Irigoyen, Luis Villasante, Jose Mari Satrustegi, Patxi Altuna et Imanol Berriatua. Bas : Juan San Martin, José Luis Lizundia, Joseba Intxausti et Xabier Kintana.